# آيت عمار
آيت عمار هي قرية جبلية مغربية غرب المملكة. تنتمي آيت عمار لإقليم خريبكة. تضم هذه الجماعة القروية 4.594 نسمة (إحصاء 2004).